# Plana Alta
Die Comarca Plana Alta ist eine der acht Comarcas in der Provinz Castelló der Valencianischen Gemeinschaft.
Die im Osten gelegene Comarca umfasst 16 Gemeinden auf einer Fläche von 938,48 km².

## Gemeinden
| Gemeinde              | Einwohner (2024) | Fläche km² | Dichte Einw./km² | Cod INE | Postleitzahl              |
| --------------------- | ---------------- | ---------- | ---------------- | ------- | ------------------------- |
| Almassora             | 28.497           | 32,98      | 864              | 12009   | 12550                     |
| Benicàssim            | 20.322           | 36,10      | 563              | 12028   | 12560                     |
| Benlloc               | 1.115            | 43,52      | 26               | 12029   | 12181                     |
| Borriol               | 5.945            | 60,95      | 98               | 12031   | 12190                     |
| Cabanes               | 3.313            | 131,64     | 25               | 12033   | 12180                     |
| Castellón de la Plana | 180.379          | 108,78     | 1.658            | 12040   | 12001–12006, 12071, 12100 |
| Les Coves de Vinromà  | 1.865            | 136,44     | 14               | 12050   | 12185                     |
| Oropesa del Mar       | 11.785           | 26,42      | 446              | 12085   | 12594                     |
| La Pobla Tornesa      | 1.325            | 25,81      | 51               | 12094   | 12191                     |
| Sant Joan de Moró     | 3.644            | 29,15      | 125              | 12902   | 12130                     |
| Sierra Engarcerán     | 1.043            | 81,98      | 13               | 12105   | 12182                     |
| La Torre d’en Doménec | 182              | 3,19       | 57               | 12120   | 12184                     |
| Torreblanca           | 5.674            | 29,79      | 190              | 12117   | 12596                     |
| Vall d’Alba           | 3.103            | 52,92      | 59               | 12124   | 12194                     |
| Vilafamés             | 1.938            | 70,40      | 28               | 12128   | 12192                     |
| Vilanova d’Alcolea    | 585              | 68,41      | 9                | 12132   | 12183                     |
| Comarca Plana Alta    | 270.715          | 938,48     | 288              | –       | –                         |

1. ↑  Instituto Nacional de Estadística Municipal Register of Spain